# Kewa Pueblo
Kewa Pueblo, des del 2009 el nom oficial del Santo Domingo Pueblo és una concentració de població designada pel cens dels Estats Units al comtat de Sandoval, 40 kilòmetres al sud-oest de Santa Fe, a l'estat de Nou Mèxic. Segons el cens del 2000 tenia 2.550 habitants. També són una tribu reconeguda federalment de parla keres i cultura pueblo. Celebren la diada de Sant Domènec de Guzmán el 4 d'agost amb balls tradicionals.

## Demografia
Segons el cens de 2000 hi havia 2.550 persones residint en Kewa Pueblo. La densitat de població era de 492,3 hab./km². Dels 2.550 habitants, Kewa Pueblo estava compost pel 0,24% blancs, el 98,71% eren amerindis, el 0,04% eren illencs del Pacífic, el 0,78% eren d'altres races i el 0,24% pertanyien a dos o més races. Del total de la població l'1,18% eren hispans o llatins de qualsevol raça.
La seva llengua tenia uns 1.880 parlants el 1990. Segons dades de la BIA del 1995, hi havia 4.041 apuntats al rol tribal, però segons el cens dels EUA del 2000 hi havia enregistrats 5.591 individus.